# Pronolagus crassicaudatus
A Lebre-vermelha-de-Natal (Pronolagus crassicaudatus) é um leporídeo do sudeste da África do Sul e extremo sul de Moçambique.